# Atletica leggera ai VI Giochi della Francofonia
Le competizioni di atletica leggera dei VI Giochi della Francofonia si sono svolte dal 1° al 6 ottobre 2009 allo Stadio Città dello Sport Camille Chamoun di Beirut, in Libano.

## Delegazioni partecipanti
Alle competizioni di atletica leggera hanno partecipato delegazioni provenienti da 36 paesi.
- Armenia (3)
- Vallonia (6)
- Benin (8)
- Burkina Faso (11)
- Burundi (8)
- Cambogia (1)
- Camerun (15)
- Canada (65)
- Nuovo Brunswick (7)
- Québec (10)
- Rep. Centrafricana (4)
- Ciad (5)
- Costa d'Avorio (6)
- RD del Congo (7)
- Gibuti (4)
- Egitto (14)
- Guinea Equatoriale (4)
- Francia (55)
- Guinea-Bissau (2)
- Haiti (1)
- Libano (34) (paese ospitante)
- Lussemburgo (8)
- Mali (4)
- Mauritius (13)
- Monaco (1)
- Marocco (33)
- Niger (2)
- Rep. del Congo (4)
- Romania (15)
- Ruanda (7)
- Senegal (18)
- Seychelles (3)
- Svizzera (9)
- Togo (3)
- Tunisia (5)
- Vietnam (2)

## Podi

### Uomini
| Specialità                        | Oro                                                                   | Prestazione | Argento                                                               | Prestazione | Bronzo                                                                      | Prestazione |
| Corse piane                       |                                                                       |             |                                                                       |             |                                                                             |             |
| 100 m piani (dettagli)            | Ben Youssef Meïté                                                     | 10"15 w     | Aziz Ouhadi                                                           | 10"31 w     | Mamadou Lamine Niang                                                        | 10"32 w     |
| 200 m piani (dettagli)            | Ben Youssef Meïté                                                     | 20"37       | Stéphan Buckland                                                      | 20"59       | Khalid Zougari                                                              | 20"77       |
| 400 m piani (dettagli)            | Eric Milazar                                                          | 46"00       | Mathieu Gnanligo                                                      | 46"03       | Marouane Maadadi                                                            | 46"54       |
| 800 m piani (dettagli)            | Amine Laâlou                                                          | 1'46"68     | Abdoulaye Wagne                                                       | 1'47"48     | Mohcine El Amine                                                            | 1'47"76     |
| 1500 m piani (dettagli)           | Amine Laâlou                                                          | 3'51"59     | Fouad Elkaam                                                          | 3'51"85     | Matthew Lincoln                                                             | 3'53"61     |
| 5000 m piani (dettagli)           | Chakir Boujattaoui                                                    | 13'42"72    | Anis Selmouni                                                         | 13'43"73    | Hicham Bellani                                                              | 13'45"53    |
| 10000 m piani (dettagli)          | Dieudonné Disi                                                        | 29'38"68    | Anis Selmouni                                                         | 29'39"07    | Hicham Bellani                                                              | 29'43"39    |
| Corse a ostacoli                  |                                                                       |             |                                                                       |             |                                                                             |             |
| 110 m ostacoli (dettagli)         | Jared MacLeod                                                         | 13"56       | Alexandru Mihăilescu                                                  | 13"92       | Aymen Ben Ahmeda                                                            | 14"07       |
| 400 m ostacoli (dettagli)         | Fadil Bellaabouss                                                     | 50"23       | Sébastien Maillard                                                    | 50"35       | Mamadou Kassé Hann                                                          | 50"69       |
| 3000 m siepi (dettagli)           | Abdellatif Chamlal                                                    | 8'40"18     | Chakir Boujattaoui                                                    | 8'41"06     | Amor Yahya                                                                  | 8'48"30     |
| Staffette                         |                                                                       |             |                                                                       |             |                                                                             |             |
| Staffetta 4×100 m (dettagli)      | Burkina Faso Siaka Son Idrissa Sanou Innocent Bologo Gérard Kobiane   | 39"57       | Mauritius Fabrice Coiffic Eric Milazar Henrico Louis Stéphan Buckland | 39"60       | Senegal Alassane Diallo Mamadou Lamine Niang Niang Oumar Abdourahmane Ndour | 39"87       |
| Staffetta 4×400 m (dettagli)      | Senegal Mamadou Kassé Hann Abdoulaye Wagne Assane Thiam Mamadou Gueye | 3'06"93     | Marocco Ismael Daif Abdelkrim Khoudri Younés Belkaifa Amine Laâlou    | 3'07"46     | Mauritius Antonio Vieillesse Fernando Augustin Ian Monet Eric Milazar       | 3'08"29     |
| Corse su strada                   |                                                                       |             |                                                                       |             |                                                                             |             |
| Maratona (dettagli)               | Zäid Laâroussi                                                        | 2'24"08     | Felix Ntirenganya                                                     | 2'24"23     | Ahmed Nasef                                                                 | 2'24"44     |
| Marcia 20 km (dettagli)           | Hervé Davaux                                                          | 1'25"35     | Hassanine Sebei                                                       | 1'28"30     | Bertrand Moulinet                                                           | 1'31"02     |
| Salti                             |                                                                       |             |                                                                       |             |                                                                             |             |
| Salto in alto (dettagli)          | Mihai Donisan                                                         | 2,24 m      | Mathias Cianci                                                        | 2,20 m      | Mark Dillon                                                                 | 2,20 m      |
| Salto con l'asta (dettagli)       | Vincent Favretto                                                      | 5,40 m      | Kristian Wilson                                                       | 5,10 m      | David Foley                                                                 | 5,00 m      |
| Salto in lungo (dettagli)         | Yahya Berrabah                                                        | 8,40 m      | Ndiss Kaba Badji                                                      | 8,32 m      | Julien Fivaz                                                                | 7,76 m      |
| Salto triplo (dettagli)           | Hugo Mamba-Schlick                                                    | 16,78 m     | Alin Anghel                                                           | 16,24 m     | Julien Kapek                                                                | 16,23 m     |
| Lanci                             |                                                                       |             |                                                                       |             |                                                                             |             |
| Getto del peso (dettagli)         | Tumatai Dauphin                                                       | 18,63 m     | Yasser Ibrahim Farag                                                  | 18,09 m     | Laurențiu Popa                                                              | 17,17 m     |
| Lancio del disco (dettagli)       | Omar Ahmed El Ghazaly                                                 | 61,01 m     | Yasser Ibrahim Farag                                                  | 59,56 m     | Jean-François Aurokiom                                                      | 59,46 m     |
| Lancio del martello (dettagli)    | Mohsen El Anany                                                       | 71,30 m     | Frédérick Pouzy                                                       | 68,24 m     | Jérôme Bortoluzzi                                                           | 68,03 m     |
| Lancio del giavellotto (dettagli) | Ihab Al Sayed Abdelrahman                                             | 77,33 m     | Curtis Moss                                                           | 75,74 m     | Levente Bartha                                                              | 74,65 m     |
| Prove multiple                    |                                                                       |             |                                                                       |             |                                                                             |             |
| Decathlon (dettagli)              | Massimo Bertocchi                                                     | 8053 p.     | François Gourmet                                                      | 7660 p.     | Jamie Adjetey-Nelson                                                        | 7602 p.     |

### Donne
| Specialità                        | Oro                                                                       | Prestazione | Argento                                                                    | Prestazione | Bronzo                                                                       | Prestazione     |
| Corse piane                       |                                                                           |             |                                                                            |             |                                                                              |                 |
| 100 m piani (dettagli)            | Geneviève Thibault                                                        | 11"55 w     | Kadiatou Camara                                                            | 11"73 w     | Chantal Grant                                                                | 11"74 w         |
| 200 m piani (dettagli)            | Kaltouma Nadjina                                                          | 23"09       | Kimberly Hyacinthe                                                         | 23"15       | Esther Akinsulie                                                             | 23"63           |
| 400 m piani (dettagli)            | Kaltouma Nadjina                                                          | 51"04       | Fatou Bintou Fall                                                          | 52"90       | Ndeye Fatou Soumah                                                           | 53"21           |
| 800 m piani (dettagli)            | Seltana Ait Hammou                                                        | 2'02"62     | Halima Hachlaf                                                             | 2'02"76     | Linda Marguet                                                                | 2'03"15         |
| 1500 m piani (dettagli)           | Btissam Lakhouad                                                          | 4'21"56     | Siham Hilali                                                               | 4'21"56     | Seltana Ait Hammou                                                           | 4'21"79         |
| 5000 m piani (dettagli)           | Bouchra Chaabi                                                            | 16'23"05    | Hanane Ouhaddou                                                            | 16'27"51    | Thérese Ngono Etoundi                                                        | 16'31"08        |
| 10000 m piani (dettagli)          | Claudette Mukasakindi                                                     | 35'32"60    | Bouchra Chaâbi                                                             | 35'32"87    | Maria Laghrissi                                                              | 37'53"14        |
| Corse a ostacoli                  |                                                                           |             |                                                                            |             |                                                                              |                 |
| 100 m ostacoli (dettagli)         | Élisabeth Davin                                                           | 13"32       | Gnima Faye                                                                 | 13"35       | Anne Zagré                                                                   | 13"37           |
| 400 m piani (dettagli)            | Hayat Lambarki                                                            | 58"40       | Lamiae Lhabze                                                              | 58"81       | Carole Kaboud Mebam                                                          | 58"85           |
| 3000 m siepi (dettagli)           | Ancuța Bobocel                                                            | 10'05"01    | Hanane Ouhaddou                                                            | 10'07"40    | Elsa Delaunay                                                                | 10'48"29        |
| Staffette                         |                                                                           |             |                                                                            |             |                                                                              |                 |
| Staffetta 4×100 m (dettagli)      | Canada Chantal Grant Kimberly Hyacinthe Teneshia Peart Geneviève Thibault | 44"78       | Francia Lina Jacques-Sébastien Ayodele Ikuesan Amandine Elard Aurore Ruet  | 45"19       | Camerun Stephanie Belibi Esther Ndoumbe Joséphine Mbarga-Bikié Carole Waboud | 46"24           |
| Staffetta 4×400 m (dettagli)      | Canada Vicki Tolton Kate Ruediger Kimberly Hyacinthe Esther Akinsulie     | 3'35"95     | Senegal Fatou Diabaye Mame Fatou Faye Fatou Bintou Fall Ndeye Fatou Soumah | 3'36"27     | Marocco Naima Ibrahimi Hayat Lambarki Lamiae Lhabze Halima Hachlaf           | 3'37"72         |
| Corse su strada                   |                                                                           |             |                                                                            |             |                                                                              |                 |
| Maratona (dettagli)               | Épiphanie Nyirabaramé                                                     | 2'44"36     | Adeline Roche                                                              | 3'03"18     | Non attribuita.                                                              | Non attribuita. |
| Marcia 10 km (dettagli)           | Chaima Trabelsi                                                           | 48'27       | Christine Guinaudeau                                                       | 49'10       | Megan Huzzey                                                                 | 50'15           |
| Salti                             |                                                                           |             |                                                                            |             |                                                                              |                 |
| Salto in alto (dettagli)          | Sandrine Champion                                                         | 1,84 m      | Beatrice Lundmark                                                          | 1,84 m      | Nicole Forrester                                                             | 1,80 m          |
| Salto con l'asta (dettagli)       | Télie Mathiot                                                             | 4,25 m      | Gabriella Duclos-Lasnier                                                   | 4,20 m      | Leanna Wellwood                                                              | 4,10 m          |
| Salto in lungo (dettagli)         | Alina Militaru                                                            | 6,49 m      | Vanessa Gladone                                                            | 6,30 m      | Cristina Sandu                                                               | 6,27 m          |
| Salto triplo (dettagli)           | Vanessa Gladone                                                           | 13,40 m     | Jamaa Chnaik                                                               | 13,35 m     | Amy Zongo                                                                    | 13,27 m         |
| Lanci                             |                                                                           |             |                                                                            |             |                                                                              |                 |
| Getto del peso (dettagli)         | Anca Heltne                                                               | 17,80 m     | Jessica Cérival                                                            | 17,14 m     | Julie Labonté                                                                | 15,93 m         |
| Lancio del disco (dettagli)       | Ileana Sorescu                                                            | 54,28 m     | Kazai Suzanne Kragbé                                                       | 53,68 m     | Coralie Glatre                                                               | 51,55 m         |
| Lancio del martello (dettagli)    | Manuela Montebrun                                                         | 70,26 m     | Bianca Perie                                                               | 67,67 m     | Amelie Perrin                                                                | 66,17 m         |
| Lancio del giavellotto (dettagli) | Lindy Leveau-Agricole                                                     | 57,48 m     | Hana'a Ramadhan Omar                                                       | 55,89 m     | Maria Negoiță                                                                | 55,17 m         |
| Prove multiple                    |                                                                           |             |                                                                            |             |                                                                              |                 |
| Eptathlon (dettagli)              | Gabriella Kouassi                                                         | 5460 p.     | Jennifer Cotten                                                            | 5230 p.     | Béatrice Kamboulé                                                            | 4861 p.         |

## Medagliere
| Posiz. | Nazione        | Oro | Argento | Bronzo | Totale |
| ------ | -------------- | --- | ------- | ------ | ------ |
| 1      | Marocco        | 10  | 13      | 9      | 32     |
| 2      | Francia        | 9   | 8       | 10     | 27     |
| 3      | Canada         | 5   | 5       | 10     | 20     |
| 4      | Romania        | 5   | 3       | 4      | 12     |
| 5      | Egitto         | 3   | 3       | 0      | 6      |
| 6      | Ruanda         | 3   | 1       | 0      | 4      |
| 7      | Costa d'Avorio | 2   | 1       | 0      | 3      |
| 8      | Ciad           | 2   | 0       | 0      | 2      |
| 9      | Senegal        | 1   | 5       | 4      | 10     |
| 10     | Mauritius      | 1   | 2       | 1      | 4      |
| 11     | Tunisia        | 1   | 1       | 2      | 4      |
| 12     | Vallonia       | 1   | 1       | 1      | 3      |
| 13     | Camerun        | 1   | 0       | 3      | 4      |
| 14     | Burkina Faso   | 1   | 0       | 1      | 2      |
| 15     | Seychelles     | 1   | 0       | 0      | 1      |
| 16     | Svizzera       | 0   | 1       | 1      | 2      |
| 17     | Benin          | 0   | 1       | 0      | 1      |
| 17     | Mali           | 0   | 1       | 0      | 1      |